# Stanislao
Stanislao  è un nome proprio di persona italiano maschile.

## Varianti
- Maschili: Stanislavo[2]
  - Ipocoristici: Stano[3], Stanis[2][3]
- Femminili: Stanislàa[3], Stanislava[3]
  - Ipocoristici: Stana[3], Slava[3]

### Varianti in altre lingue
- Basco: Estanisla[4]
- Bulgaro: Станислав (Stanislav)[5]
  - Ipocoristici: Станко (Stanko)[5]
  - Femminili: Станислава (Stanislava)[6]
  - Ipocoristici femminili: Станка (Stanka)[6]
- Catalano: Estanislau[4]
  - Ipocoristici: Estanis[4]
- Ceco: Stanislav[3][5]
  - Femminili: Stanislava[6]
- Croato: Stanislav[5]
  - Ipocoristici: Stanko[5]
  - Femminili: Stanislava[6]
  - Ipocoristici femminili: Stana[6], Stanka[6]
- Francese: Stanislas
- Galiziano: Estanislau[4]
- Inglese: Stanislas[5], Stanislaus
- Latino: Stanislaus[1]
- Lettone: Staņislavs
- Lituano: Stanislovas[5]
- Maltese: Staniżlaw
- Polacco: Stanisław[3][5]
  - Femminili: Stanisława[6]
- Portoghese: Estanislau
- Rumeno: Stanislau, Stanislav
- Russo: Станислав (Stanislav)[5]
  - Ipocoristici: Стас (Stas)[5], Слава (Slava)[5]
  - Femminili: Станислава (Stanislava)[6]
- Serbo: Станислав (Stanislav)[5]
- Slovacco: Stanislav[5]
  - Femminili: Stanislava[6]
- Sloveno: Stanislav[3][5]
  - Ipocoristici: Stanko[5]
  - Femminili: Stanislava[6]
  - Ipocoristici femminili: Stanka[6]
- Spagnolo:	Estanislao[4]
  - Ipocoristici: Estanis[4]
- Tedesco: Stanislaus
- Ungherese: Szaniszló

## Origine e diffusione
È un nome di origine slava, formato dalle radici stan (o stani, "restare", "stare in piedi", "ergersi") e slav (o slava, "gloria"); il suo significato può essere interpretato come "di fama duratura", "che eccelle nella gloria".
Il nome giunse autonomamente in Italia nord-orientale, e durante il tardo Medioevo venne introdotto nel resto della penisola per vie colte e letterarie, nella forma latinizzata Stanislaus, affermandosi poi grazie anche al culto dei santi così chiamati; nel resto dell'Europa occidentale cominciò ad essere usato grazie alla figura di Stanislao Leszczyński.
In italiano moderno gode di scarsa diffusione; è attestato maggiormente in Friuli-Venezia Giulia, per via della minoranza slovena (di cui sono tipici gli ipocoristici "Stano", "Stana" e "Slava"), e per il resto limitato ad alcune province del Lazio, della Campania e della Calabria, oltre che alla Sardegna per l'abbreviazione "Stanis".
In alcune zone della Puglia è presente in forma di cognome.

## Onomastico

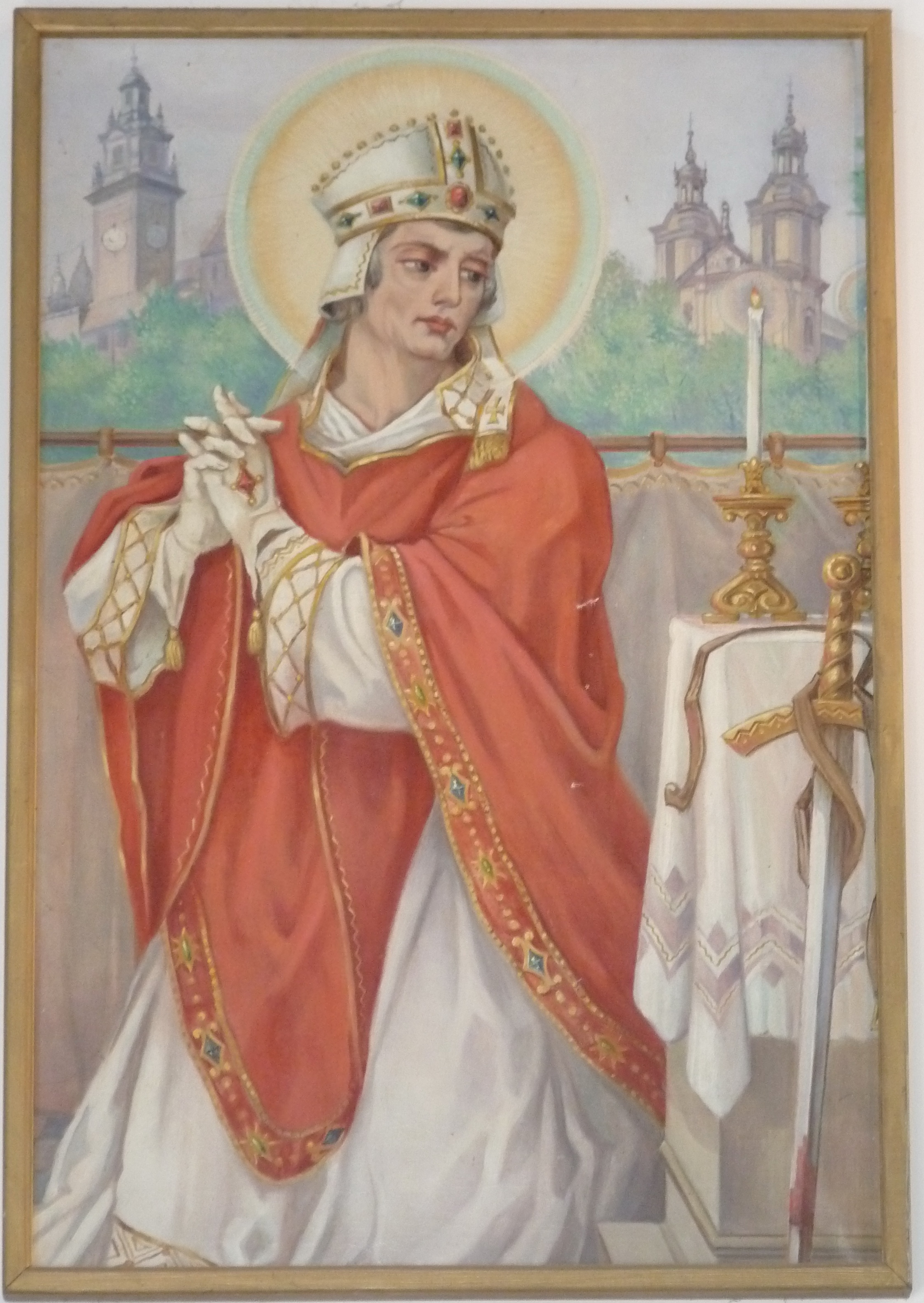
Santo Stanislao

Numerosi santi e beati portano questo nome: l'onomastico può essere quindi festeggiato in una delle date seguenti:
- 20 febbraio, beata Stanisława Rodzińska, religiosa domenicana
- 4 marzo, beato Stanislao Pyrtek, sacerdote e martire con Miecislao Bohatkewicz e Ladislao Mackowiak a Glebokie[8]
- 11 aprile, santo Stanislao, vescovo di Cracovia e martire[4][8]
- 26 aprile, beato Stanisław Kubista, sacerdote e martire con altri compagni a Sachsenhausen[8]
- 3 maggio, santo Stanislao Casimiritano, canonico regolare[8]
- 18 maggio, beato Stanisław Kubski, sacerdote e martire a Dachau[8]
- 15 agosto, santo Stanislao Kostka, gesuita[8]
- 17 settembre, santo Stanislao di Gesù e Maria, fondatore dei Chierici mariani[8]
- 14 ottobre, beato Stanislao Mysakowski, sacerdote e martire con Francesco Roslaniec a Dachau[8]

## Persone

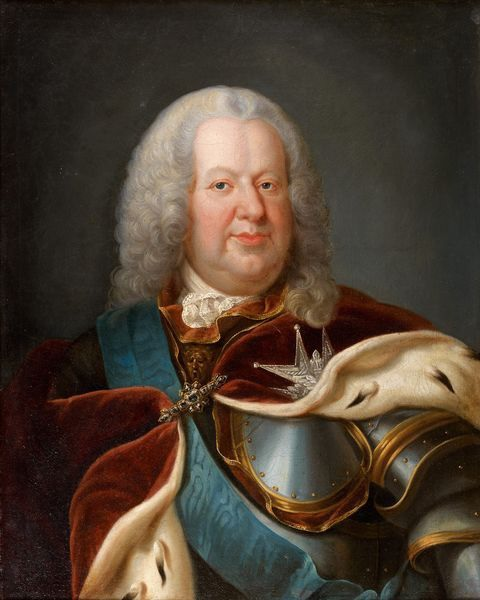
Stanislao Leszczyński

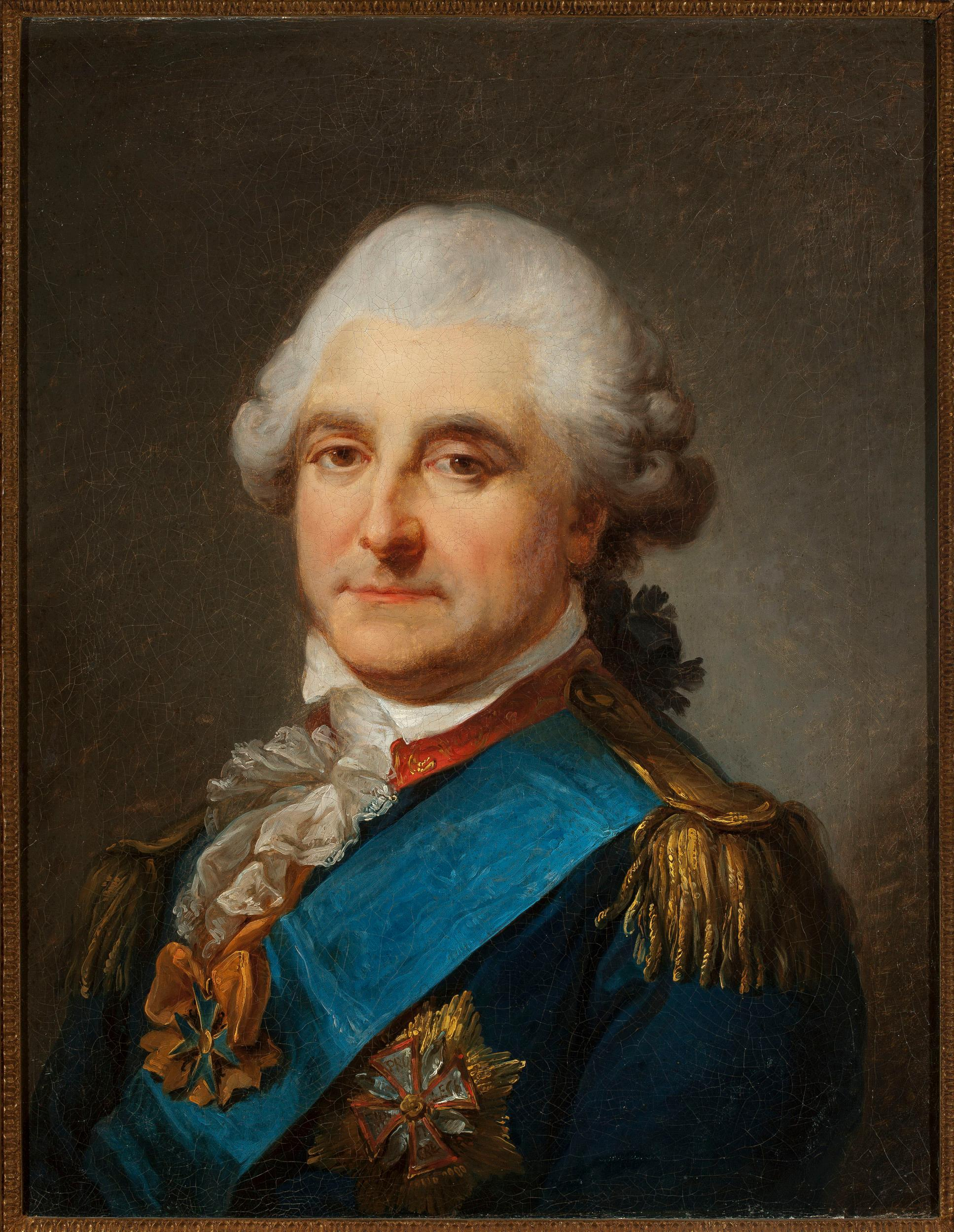
Stanislao II Augusto Poniatowski

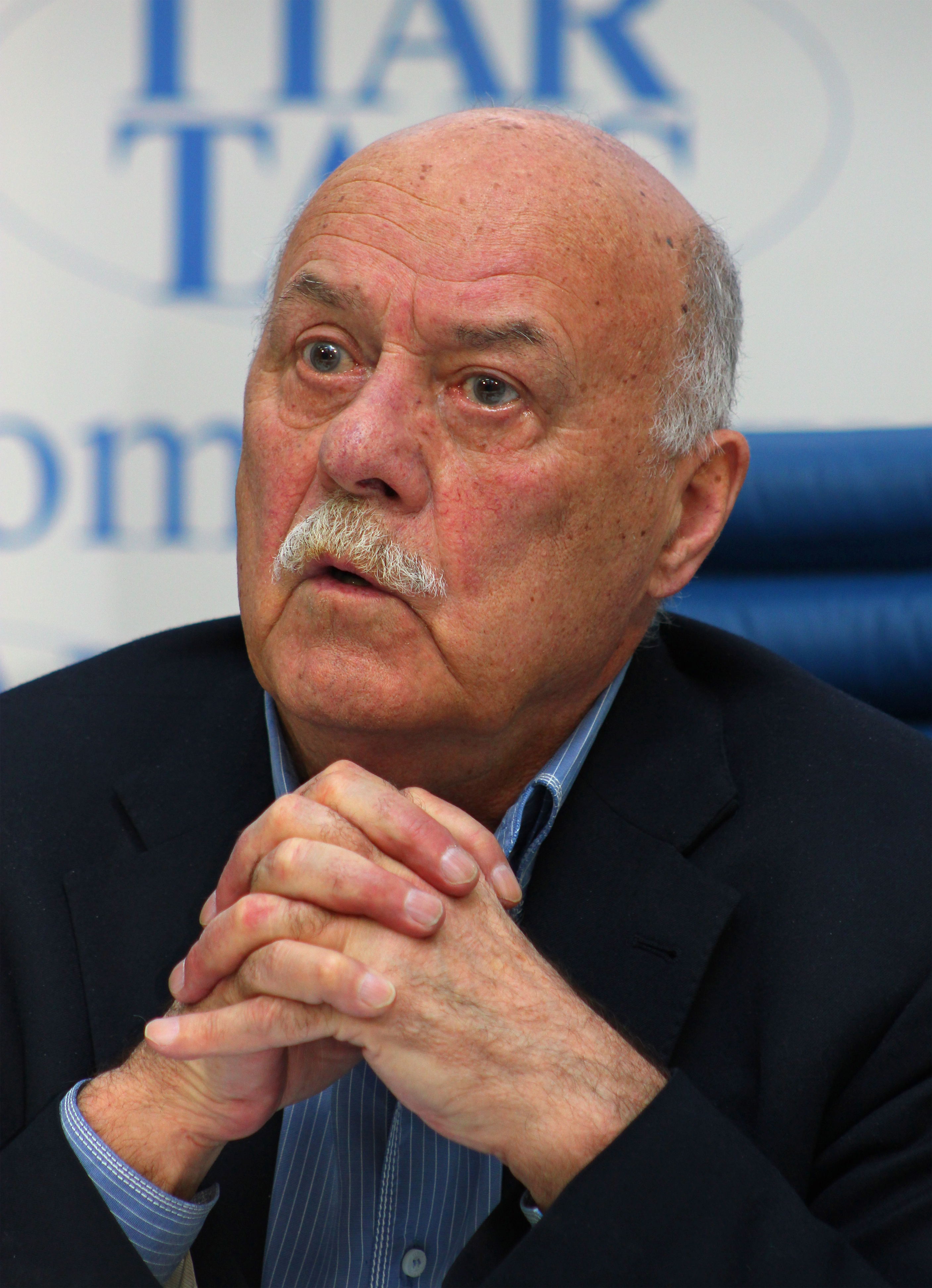
Stanislav Govoruchin

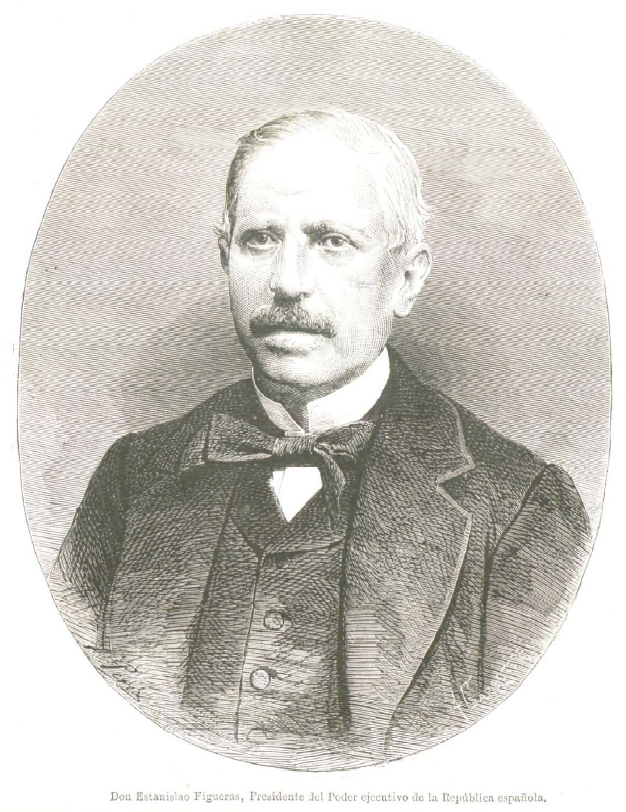
Estanislao Figueras

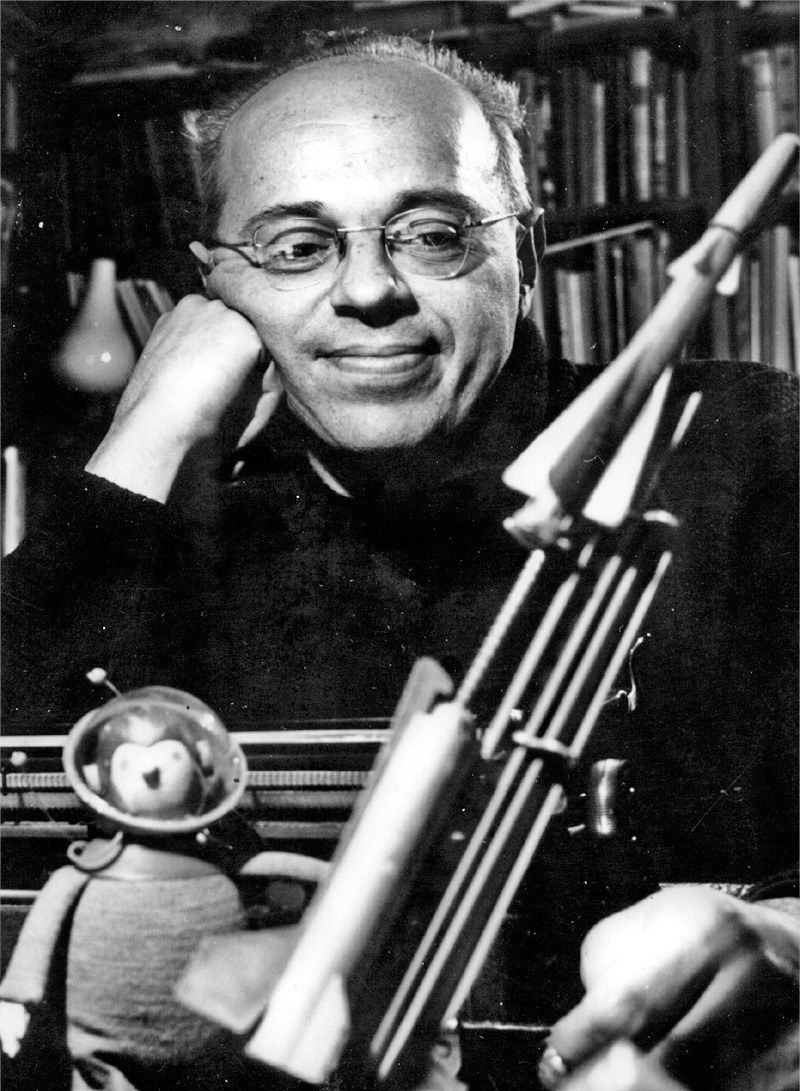
Stanisław Lem

- Stanislao di Cracovia, vescovo cattolico e santo polacco
- Stanislao Bozzi, calciatore e allenatore di calcio italiano
- Stanislao Cannizzaro, chimico e politico italiano
- Stanislao Esposito, militare italiano
- Stanislao Gastaldon, compositore italiano
- Stanislao Konarski, pedagogo, poeta e drammaturgo polacco
- Stanislao Kostka, religioso e santo polacco
- Stanislao Leszczyński o Stanislao I di Polonia, re di Polonia
- Stanislao Lista, scultore italiano
- Stanislao Mattei, francescano, compositore e gregorianista italiano
- Stanislao Mocenni, generale e politico italiano
- Stanislao Nievo, scrittore, poeta e giornalista italiano
- Stanislao Osio, vescovo cattolico e cardinale polacco
- Stanislao II Augusto Poniatowski, re di Polonia
- Stanislao Sanseverino, cardinale italiano
- Stanislao Silesu, compositore italiano
- Stanislao Solari, militare e agronomo italiano
- Stanislao Zurlo, politico italiano

### Variante Stanislav
- Stanislav Andreski, sociologo polacco naturalizzato britannico
- Stanislav Čerčesov, calciatore e allenatore di calcio russo
- Stanislav Donec, nuotatore russo
- Stanislav Govoruchin, attore e regista russo
- Stanislav Grof, psichiatra ceco
- Stanislav Ianevski, attore bulgaro
- Stanislav Markelov, giornalista e avvocato russo
- Stanislav Petrov, militare sovietico
- Stanislav Pozdnjakov, schermidore russo
- Stanislav Smirnov, matematico russo

### Variante Stanisław
- Stanisław Dziwisz, arcivescovo cattolico e cardinale polacco
- Stanisław Lem, scrittore polacco
- Stanisław Poniatowski (1676-1762), generale polacco
- Stanisław Poniatowski (1754-1833), politico polacco
- Stanisław Ryłko, cardinale e arcivescovo cattolico polacco
- Stanisław Ignacy Witkiewicz, drammaturgo, filosofo, scrittore e pittore polacco
- Stanisław Wojciechowski, matematico e politico polacco
- Stanisław Wyspiański, pittore, poeta, architetto e drammaturgo polacco
- Stanisław Żółkiewski, militare polacco

### Altre varianti maschili
- Stanislas Breton, filosofo e teologo francese
- Stanislas Czaykowski, pilota automobilistico, militare e nobile polacco
- Estanislao del Campo, poeta argentino
- Stanis Dessy, pittore, incisore e scultore italiano
- Estanislao Figueras, avvocato e politico spagnolo
- Stanislaus Joyce, scrittore e docente irlandese
- Estanislao López, militare e politico argentino
- Staņislavs Olijars, atleta lettone
- Stanislas Pourille, giornalista e scrittore francese
- Stanislaus Anton Puchner, politico austro-ungarico
- Stanislaus Zbyszko, wrestler e strongman polacco

### Varianti femminili
- Stanislava Stanislavovna Komarova, nuotatrice russa
- Stanisława Rodzińska, religiosa polacca
- Stanisława Walasiewicz, atleta polacca naturalizzata statunitense
- Stana Katic, attrice canadese di origini serbo-croate

## Il nome nelle arti
- Stanislao di Polonia è un personaggio dell'opera lirica di Giuseppe Verdi Un giorno di regno.